# Spanyolország földrajza
Spanyolország az Ibériai-félsziget legnagyobb részét (körülbelül 82 százalékát) foglalja el Délnyugat-Európában. Számos exklávéja van a világban.
A spanyol szárazföld déli és keleti részét szinte teljes egészében a Földközi-tenger határolja (kivéve Gibraltár brit területét), északról Franciaország, Andorra és a Vizcayai-öböl, és nyugatról az Atlanti-óceán és Portugália. 504 782 km2-el Spanyolország Dél-Európa legnagyobb országa, Nyugat-Európa második legnagyobb országa (Franciaország mögött), az európai kontinens negyedik legnagyobb országa (Oroszország, Ukrajna és Franciaország mögött) és a világ 51. legnagyobb országa. Átlagos tengerszint feletti magassága 650 m.
Teljes területe a szigetekkel együtt 505 370 km2, ebből 499 542 km2 földi, és 5240 km2 vízi. Spanyolország az északi szélesség 27. és 44. foka között fekszik, és a nyugati hosszúság 19. fokától a keleti hosszúság 5. fokáig tart. Atlanti-óceáni partszakasza 710 km hosszú. A Pireneusok 435 km-t tesznek ki Spanyolországban a Földközi-tengertől a Vizcayai-öbölig. Spanyolország déli részén található a Gibraltári-szoros, ami elválasztja az Ibériai-félszigetet és Európa többi részét az észak-afrikai Ceutától és Marokkótól.

## Határok és természeti régiók

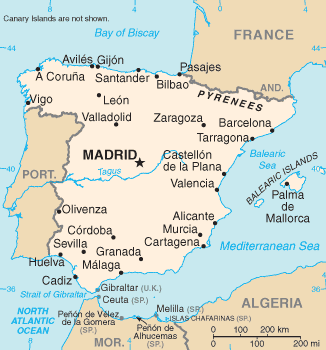
Spanyolország térképe

### Határok
Spanyolország határainak nagy része vízi: a Földközi-tengertől, keletről, a francia határtól egészen Gibraltárig és a Gibraltári-szorosig, amely az északi szakasz mentén felosztható a Baleár-tengerre, a déli szakasznál az Alborán-tengerre, valamint az Atlanti-óceán északnyugattól egészen délnyugatig (délen a Cádizi-öböl, északon pedig a Vizcayai-öböl). A spanyol autonóm városok, Ceuta és Melilla spanyol enklávék, amik Afrikában találhatók, Marokkó által igényelt területen, az Alborán-tenger partján helyezkednek el. Ceuta a Gibraltári-szoros kapuinál, Melilla pedig közelebb Algéria határához. Afrika földrajzi és geológiai részét képező Kanári-szigeteket az Atlanti-óceán veszi körbe.
Spanyolország szárazföldi határaiban osztozik Franciaországgal és Andorrával az északkeleti Pireneusok mentén, nyugaton Portugáliával, a legdélebbi hegynél Gibraltár kis brit gyarmati területével, valamint Marokkóval Ceuta és Melilla autonóm városainál, és még más országokkal számos kicsi, de lakatlan enklávék és kis szigetek miatt. Gibraltár csatlakozása továbbra is vitatott kérdés Spanyolország és Nagy-Britannia között, míg Marokkó Spanyolország enklávéinak helyzetét vitatja vagy a plaza de soberanía szuverenitását Marokkó földközi-tengeri partján.
Spanyolországnak van egy kis exklávéja Llívia néven, Franciaország belsejében, amely egy hegyvidéki falu Cerdanya történelmi tájegységében, amely Katalónia történelmi területének részét is képezi.

### Félszigeti régió
Spanyolország félszigeti régiójának nagy részét a Mezeta teszi ki, amely egy röghegységek által szabdalt hegyvidéki fennsík. A talajformák közé tartozik a keskeny parti síkság és néhány alföldi folyóvölgy, amelyek közül a legjelentősebb a délnyugati Andalúziai-síkság. Az ország tíz természetes régióra vagy alrégióra osztható: a legjelentősebb Mezeta, a Kantábriai-hegység és az északnyugati régió, az Ibériai-hegység, a Pireneusok, a délkeleti Cordilleras Béticas régió, az Andalúziai-síkság, az Ebro-medence, a parti síkság, a Baleár-szigetek és a Kanári-szigetek. Ezeket általában négy típusba sorolják: a Mezeta és a hozzá kapcsolódó hegyek, más hegyvidéki régiók, alföldi régiók és szigetek.

## Folyások, áradások és vízhiány
Spanyolország körülbelül 1800 folyójából és patakjából csak a Tajo haladja meg 960 kilométert. 90 kivételével mindegyik kevesebb, mint 96 kilométer. Ezek a rövidebb folyók kis mennyiségű vizet szállítanak szabálytalanul, és időszakosan száraz folyómedencékkel rendelkeznek. A legtöbb nagy folyónak a hegyekben van a forrása, amik a Mezetát szabdalják, és nyugatra haladnak (kivéve az Ebro) a fennsíkon keresztül, Portugálián át, hogy az Atlanti-óceánba torkolljanak. Az északnyugati partvidéket a fjordokhoz hasonló víztestek vagdalják.

### Áradások és erózió
Egyes spanyol régiók veszélyeztettebbeknek tekinthetők mind az áradások, mind az erózió szempontjából.

### Vízhiány
A vízhiány jelenti a legnagyobb veszélyt Spanyolországban. Ez számos régióban jelentős kérdés, és az éghajlatváltozás tovább súlyosbíthatja a problémát, hosszabb száraz időszakokat előidézve. Vízellátási problémák rendszeresen előfordulnak a Júcar-medencében nyáron. A Segura-medencében a vízhiány miatt a víz ára 30%-kal emelkedett. Tehát a Spanyolország délkeleti részén fekvő régiók különösen veszélyeztetettek a vízhiányra.

## Éghajlat
Három fő éghajlati zónát lehet megkülönböztetni földrajzi helyzete és domborzati körülményei szerint:
- A mediterrán éghajlat, amelyet száraz és meleg nyarak jellemeznek.
- A mediterrán sivatagi éghajlat, amire jellemző, hogy a mediterrán éghajlattal ellentétben a száraz évszak nyáron túl is tart.
- Az óceáni éghajlat, a mediterrán éghajlattal ellentétben a téli és a nyári hőmérsékleteket az óceán befolyásolja.

## Népesség

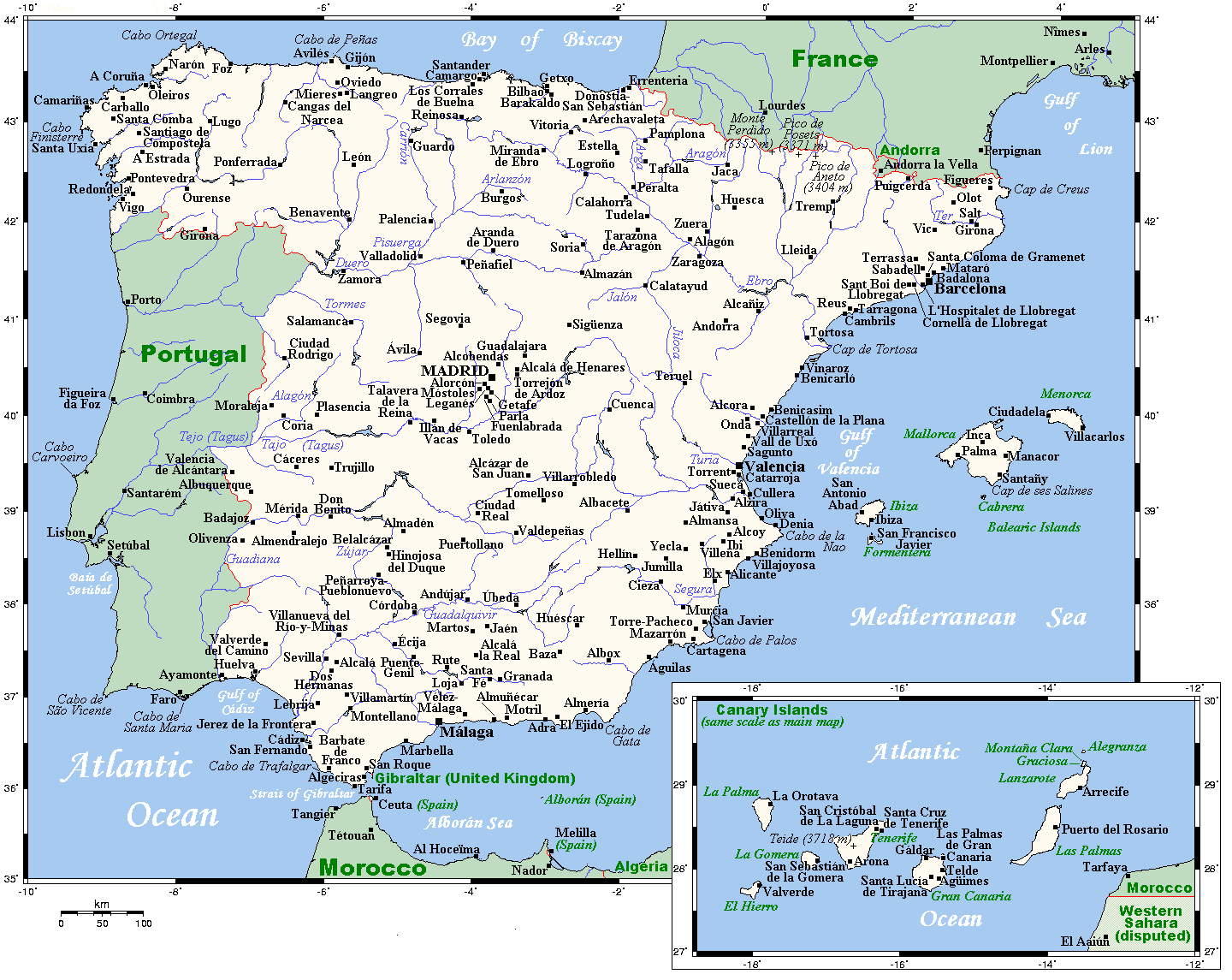
Spanyolország jelentősebb és kisebb városai

### A legnagyobb városok népesség szerint
1. Madrid 3 300 000
2. Barcelona 1 582 000
3. Valencia 798 000
4. Sevilla 710 000
5. Zaragoza 626 081
6. Málaga 547 000
7. Murcia 447 000
8. Las Palmas 378 000
9. Palma 367 000
10. Bilbao 354 000
11. Córdoba 326 000
12. Valladolid 321 000
13. Alicante 306 000
14. Vigo 293 000
15. Gijón 271 000
16. L'Hospitalet de Llobregat 246 000
17. A Coruña 244 000
18. Granada 238 000
19. Vitoria-Gasteiz 223 000
20. Santa Cruz de Tenerife 220 000
21. Badalona 214 000
22. Oviedo 208 000
23. Elche 207 000
24. Móstoles 202 000
25. Terrassa 200 000
26. Pamplona 199 000

### A legnépesebb városias területek
A 2007-es népesség alapján a legnépesebb városias területek:
1. Madrid 5 603 000
2. Barcelona 4 667 000
3. Valencia 1 671 000
4. Sevilla 1 294 000
5. Bilbao 951 000
6. Málaga 898 000
7. Asztúria (Gijón-Oviedo) 857 000
8. Alicante-Elche 749 000
9. Zaragoza 732 000
10. Vigo 669 412
11. Las Palmas de Gran Canaria 617 000
12. Cádizi-öböl (Cádiz-Jerez de la Frontera) 615 000
13. Santa Cruz de Tenerife 574 000
14. Murcia 563 000
15. Palma 474 000
16. Granada 473 000
17. Donastia-San Sebastián 402 000
18. Tarragona 406 000
19. A Coruña 403 000
20. Valladolid 400 000
21. Santander 391 000
22. Córdoba 324 000
23. Pamplona 309 631

### Szigetek
Szigetek lakossága:
1. Tenerife 886 033
2. Mallorca 846 210
3. Gran Canaria 829 597
4. Lanzarote 132 366
5. Ibiza 113 908
6. Fuerteventura 94 386
7. Menorca 86 697
8. La Palma 85 933
9. La Gomera 22 259
10. El Hierro 10 558
11. Formentera 7 957
12. Arousa 4 889
13. La Graciosa 658
14. Tabarca 105
15. Ons 61

## Természeti erőforrások és földhasználat

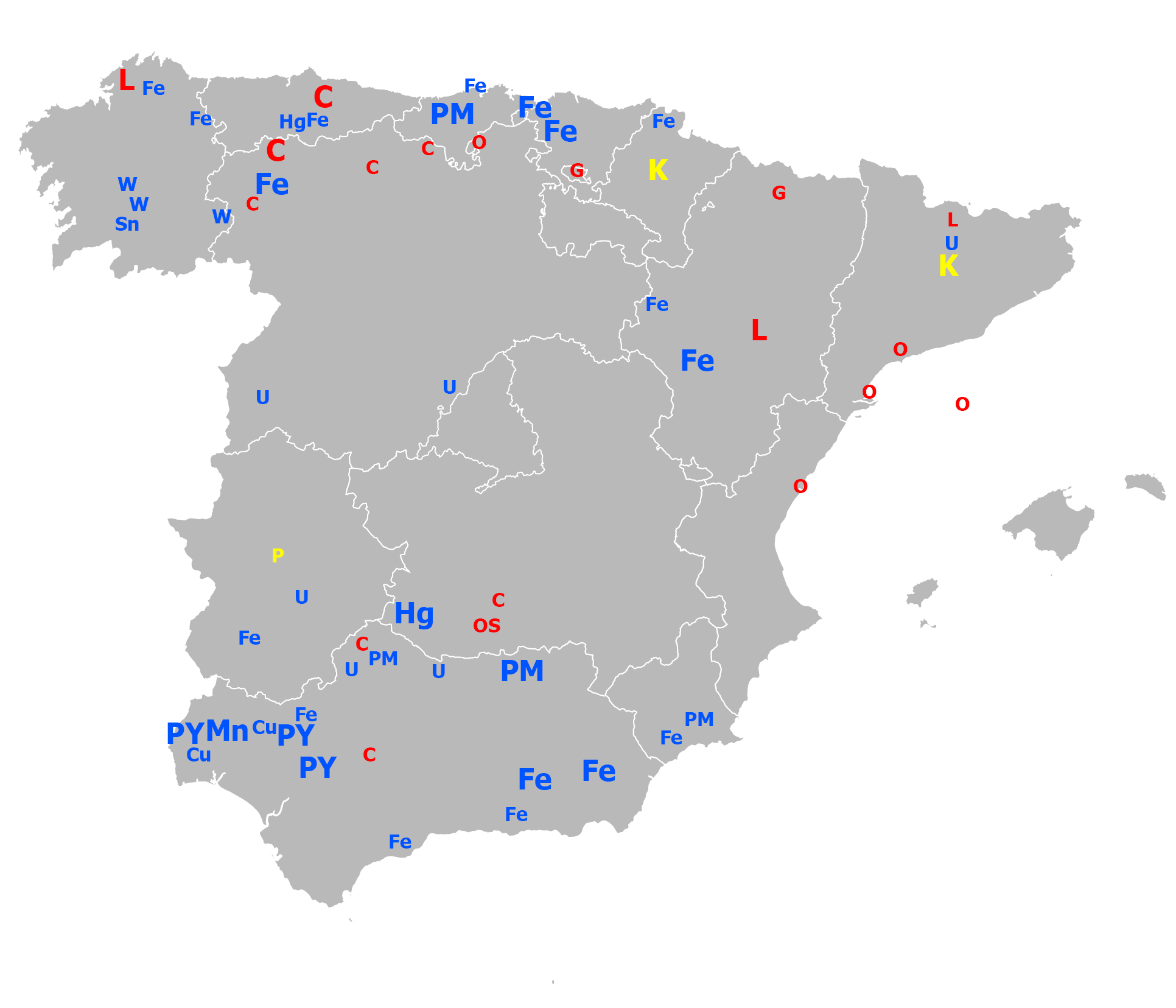
Spanyolország természeti erőforrásai. A fémek kék színnel vannak jelölve: Fe-vasérc, Cu-réz, Sn-ón, Hg-higany, W- volfrám, U-urán, PM a polimetallikus anyagok (Pb, Zn és mások), PY a pirit. A fosszilis tüzelőanyagok vörös színnel vannak jelölve: C-szén, L-barnakőszén, O-kőolaj, G-földgáz, OS-olajpala. Sárga színnel: K-hamuzsír, P-foszforit.

Természeti erőforrások: szén, barnakőszén, vasérc, urán, higany, pirit, fluorit, gipsz, cink, ólom, volfrám, réz, kaolinit, hamuzsír, szepiolit, vízenergia, szántóföld
Földhasználat:
- Szántóföld: 27,18%
- Állandó növények: 9,85%
- Egyéb: 62,97% (2005)

Öntözött földterület: 38 000 km2 (2003)
Összes megújuló vízkészlet: 111,1 m3 (2005)
Édesvízhasználat (háztartási/ipari/mezőgazdasági):
összesen: 37,22 km3/év (13%/19%/68%)
egy főre jutó: 864 m3/év (2002)

## Környezeti problémák
Természeti veszélyek: időszakos aszályok, időszakos árvizek
Aktuális környezeti problémák:
- A Földközi-tenger szennyezése szennyvízzel és a kőolaj tengeri termelésével; a vízminőség és mennyiség országszerte; levegőszennyezés; erdőirtás; elsivatagosodás.

## Képek
- Spanyolország és Portugália térképe 1810-ben.
- Spanyolország vízgyűjtői
- Spanyolország területi metszete
- Spanyolország exklávéi Észak-Afrikában
- Spanyolország mediterrán partja

## Lásd még
- Spanyolország comarcáinak listája
- Spanyolország közigazgatási beosztása

## Fordítás
- Ez a szócikk részben vagy egészben  a   Geography of Spain című angol Wikipédia-szócikk ezen változatának fordításán alapul.  Az eredeti cikk szerkesztőit annak laptörténete sorolja fel. Ez a jelzés csupán a megfogalmazás eredetét és a szerzői jogokat jelzi, nem szolgál a cikkben szereplő információk forrásmegjelöléseként.